# Nikolai Semjonowitsch Kardaschow
Nikolai Semjonowitsch Kardaschow (russisch Николай Семёнович Кардашёв; * 25. April 1932 in Moskau; † 3. August 2019) war ein russischer Astrophysiker und erster Direktor des Astro Space Center (russisch Астрокосмический центр Физического института Академии Наук) der Russischen Akademie der Wissenschaften in Moskau.

## Leben
Nikolai Kardaschow graduierte 1955 an der Staatlichen Moskauer Universität, setzte sein Studium bei Iosif Schklowski am Sternberg-Institut für Astronomie fort und wurde 1962 promoviert.
1963 untersuchte Kardaschow den «Quasar CTA-102» und führte damit die ersten Bemühungen der damaligen UdSSR in der Suche nach außerirdischer Intelligenz durch. Im Zuge dieser Arbeiten beschäftigte er sich mit der theoretischen Möglichkeit, dass außerirdische Zivilisationen jener auf der Erde Millionen oder Milliarden von Jahren voraus sein könnten. Er entwarf daraufhin die Kardaschow-Skala, um solche Zivilisationen zu klassifizieren. Diese Bemühungen Russlands, außerirdische Intelligenz aufzuspüren, fanden einige Jahre vor den Bemühungen der USA statt. Weitere russische Forscher auf diesem Gebiet waren Wsewolod Troizki und Iosif Schklowski, der ehemalige Professor Kardaschows.
Kardaschow wurde am 12. Dezember 1976 außerordentliches Mitglied der Akademie der Wissenschaften der UdSSR, Abteilung Allgemeine Physik und Astronomie. Am 21. März 1994 wurde er zum ordentlichen Mitglied erhoben. 1990 wurde er ordentliches Mitglied der Academia Europaea. Am 7. Februar 2012 wurde der Asteroid (39509) Kardashev nach ihm benannt. 2014 erhielt er den Demidow-Preis der Russischen Akademie der Wissenschaften.